# 宣城职业技术学院
宣城职业技术学院，简称宣职院，位于安徽省宣城市。2002年经安徽省人民政府批准、中华人民共和国教育部备案，正式成立具有独立颁发高等教育学历证书全日制普通高等职业院校。

## 学院简介
学院坐落于宣城市薰化路698号，校内风景优美，环境宜人。

## 院系专业
学校开设有护理系、信息工程系、旅游商贸系、建筑艺术系、机械与汽车工程系等五个教学系部，28个专科专业，涉及护理、工学、建筑学、管理学、艺术学等学科门类。
护理系：护理专业、口腔医学技术专业、助产专业
信息工程系：计算机多媒体技术专业、计算机应用技术专业、计算机网络技术专业、会计电算化专业、财务管理专业、电子商务专业
旅游商贸系：旅游管理专业、酒店管理专业、导游专业、空中乘务专业、物流管理专业、市场营销专业、文秘专业
建筑艺术系：建筑工程技术专业、建筑工程管理专业、工程监理专业、工程造价专业、园林技术专业、园林工程技术专业
机械与汽车工程系：机械设计与制造专业、数控技术专业、应用电子技术专业、汽车电子技术专业、汽车检测与维修技术专业、汽车技术服务与营销专业

## 学院主要领导
党委书记：徐晓东
院长：邓一丁